# Трюффаз, Эрик
Эрик Трюффаз (фр. Erik Truffaz; род. 3 апреля 1960, Шен-Бужри, Швейцария) — французский джазовый трубач, привносящий в свою музыку элементы хип-хопа, рок-н-ролла и танцевальной музыки, «один из самых интеллигентных и изобретательных европейских джазменов», последователь идей американского джазового трубача и  бэнд-лидера Майлза Дэвиса.

## Ранние годы
Трюффаза познакомил с музыкой его отец, саксофонист, в группах которого Эрик играл ещё подростком.

## Образование
Трюффаз заинтересовался джазом, когда в 16 лет он услышал «Kind Of Blue» Майлза Дэвиса, после чего поступил в Женевскую консерваторию Швейцарии.

## Карьера
В 1996 году Трюффаз подписал контракт с французским лейблом EMI. Второй альбом Трюффаза на Blue Note — The Dawn — спродюсирован Патриком Мюллером, Марчелло Джулиани и Марком Эрбетта и с тех пор они выпустили множество совместных альбомов на лейбле, таких как Bending New Corners, который получил серебряный статус во Франции. Релиз 2007 года «Arkhangelsk» представляет собой смесь поп-песен, французского шансона и джазового грува. В 2007 году Эрик и Эд Харкорт появились в видео-сессии Take-Away Show, снятой Винсентом Муном.

## Дискография
- Nina Valéria (1994)
- Out of a Dream (1997)
- The Dawn (1998)
- Bending New Corners (1999)
- The Mask (2000)
- Mantis (2001)
- ReVisité (2001)
- Magrouni (2002)
- Tales Of The Lighthouse (2002)
- The Walk of the Giant Turtle (2003)
- Saloua (2005)
- Face-à-face (2CD Live + DVD) (2006)
- Arkhangelsk (2007)
- Benares (2008)
- Mexico (2008)
- Paris (2008)
- In between (2010)
- El tiempo de la Revolución (2012)
- Being Human Being (совместно с Murcof) (2014)
- Doni Doni (2016)
- Lune Rouge (2019)[5]